# Edmilson Pedro
Edmilson Pedro (znany także jako Bicho Papão; ur. 23 maja 1997) – angolski judoka. Mistrza Afryki w kategorii 66 kg (2022 i 2025). Reprezentant i chorąży reprezentacji Angoli na Letnich Igrzyskach Olimpijskich 2024.

## Życiorys
Urodził się 23 maja 1997 roku w Angoli. Jak sam twierdzi, „trenował judo od kołyski”, naśladując swoich starszych braci, którzy również uprawiali ten sport.
W reprezentacji narodowej zadebiutował na Mistrzostwach Afryki w Judo w 2018 roku, gdzie zajął 7. miejsce w kategorii 66 kg.
W 2022 roku wystąpił na Mistrzostwach Afryki w Judo, gdzie zdobył złoty medal w kategorii wagowej 66 kg. W tym samym roku zajął pierwsze miejsce w turniejach African Open rozgrywanych w Jaunde i Dakarze. Za te osiągnięcia został uhonorowany przez Angolski Komitet Olimpijski tytułem najlepszego judoki w kraju. W lutym 2023 roku zajmował 36. miejsce w rankingu światowym w swojej kategorii wagowej. W tym roku wywalczył srebrny medal na turnieju African Open w Tunisie i złoty na turnieju African Open w Luandzie.
W 2024 roku zdobył brązowy medal na Mistrzostwach Afryki w Judo w 2024 r., a także złoto na African Open w Luandzie. Na Mistrzostwach Świata 2024 wygrał pierwszą walkę z Oscarem Pertelsonem. Awansował do 1/16 finału, gdzie przegrał walkę z Bence Pongraczem. Dzięki 58. miejscu w rankingu Międzynarodowej Federacji Judo zakwalifikował się do Letnich Igrzysk Olimpijskich 2024 jako pierwszy w historii Angolczyk w kategorii wagowej 66 kg. Był jedynym angolskim judoką na igrzyskach w Paryżu. Był współchorążym Angoli podczas ceremonii otwarcia igrzysk olimpijskich. Na igrzyskach przegrał z Serdarem Rahimowem z Turkmenistanu w 1/16 finału i został sklasyfikowany na 17. miejscu.